# Minstrel show

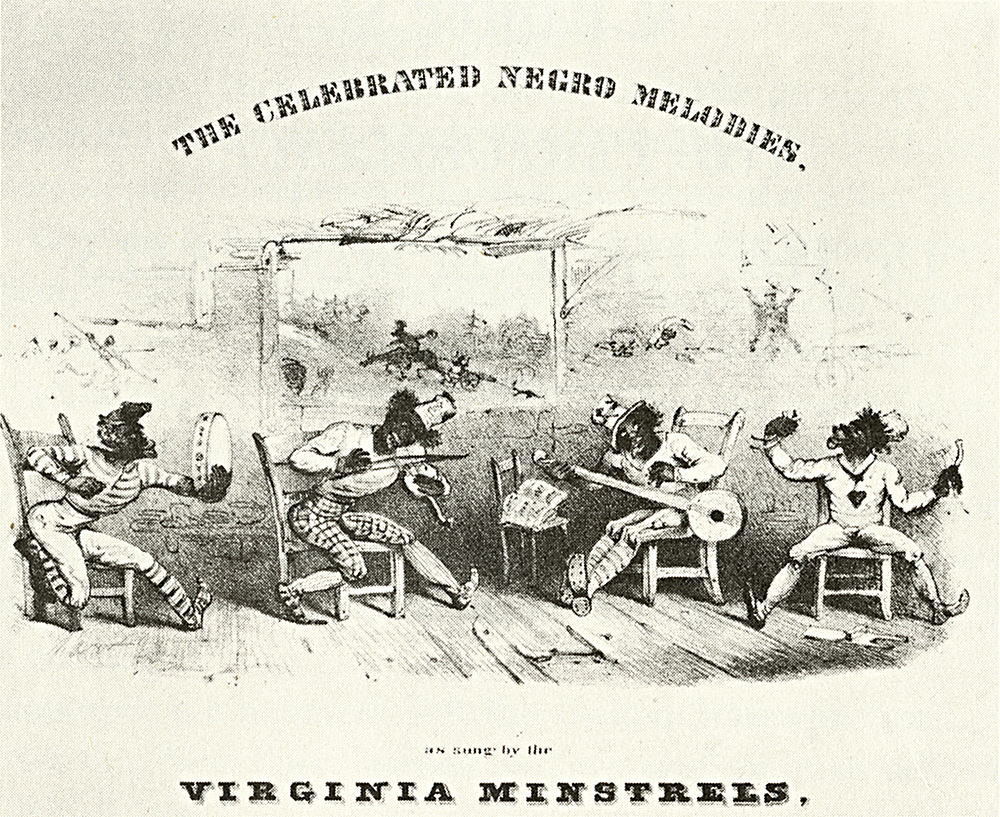
Dettaglio della copertina di The Celebrated Negro Melodies, as Sung by the Virginia Minstrels, 1843

Il minstrel show (lett. "spettacolo dei menestrelli" in lingua inglese) anche abbreviato minstrel, era un tipo di spettacolo, nato negli Stati Uniti d'America durante l'Ottocento, che consisteva in una miscela di sketch comici, varietà, danze e musica, interpretati da attori bianchi con la faccia dipinta di nero, cioè in blackface. I minstrel show rappresentavano i neri in maniera stereotipata, e quasi sempre offensiva: in questi spettacoli erano immancabilmente mostrati come ignoranti, pigri e superstiziosi e veniva accentuato in maniera caricaturale il loro amore per la musica. Coloro che si esibivano durante questi spettacoli erano conosciuti come minstrel.
Nonostante le molte connotazioni negative che vengono ad essi attribuite, i minstrel show contribuirono in modo significativo a promuovere la musica nera al pubblico bianco, determinando così la nascita della popular music americana.

## Storia
Stando a delle fonti controverse, la prima esibizione teatrale mirata a rappresentare la passione che hanno i neri per la musica in modo caricaturale venne fatta a Boston nel 1799 da un tedesco di nome Joahann Gottlieb Graupner. Nel corso della sua performance, egli si mostrò al pubblico con il volto annerito, un banjo ed eseguì un brano intitolato The gay Negro boy. Grazie al suo successo, lo sketch verrà riproposto in altri spettacoli circensi e di varietà.

I primi minstrel show vennero tuttavia messi in scena durante gli anni trenta dell'Ottocento, quando erano usati come intermezzi tra gli atti delle commedie. Secondo la tradizione, il primo a introdurre i minstrel show fu Thomas D. Rice intorno al 1830, del quale era celebre la canzone Jump Jim Crow. Durante gli anni quaranta dell'Ottocento divennero un'espressione artistica completa a tutti gli effetti: fu in questi anni che i Virginia Minstrels, fondati da Dan Emmett nel 1842, misero per primi in scena uno spettacolo interamente dedicato al blackface. La loro esibizione a New York portò alla nascita di molti altri imitatori. Fu sempre in questo decennio che nacque la forma di minstrel show suddiviso in tre parti. Si diffuse, in modo particolare dopo la guerra civile americana, la tendenza di enfatizzare il colore nero degli afroamericani dipingendo di nero le facce degli attori. Oltre a essere la prima vera e propria espressione teatrale statunitense, ebbero un ruolo fondamentale nella nascita dell'industria discografica statunitense, generando interesse da parte dei bianchi nei confronti della musica nera. Si assistette al momento di maggior successo dei minstrel show durante la seconda metà dell'Ottocento. Mark Twain era un appassionato dei minstrel show. Egli scrisse, durante i suoi ultimi anni di vita: 
Agli inizi del Novecento questa forma di intrattenimento iniziò a perdere popolarità in favore del vaudeville. I minstrel show eseguiti da professionisti vennero inscenati fino agli anni dieci del Novecento; le performance amatoriali di questo tipo continuarono sino agli anni cinquanta, quando le prime rivendicazioni razziali degli afroamericani fecero perdere ogni popolarità al genere.

## Descrizione
Il tipico minstrel show era strutturato in tre atti. Inizialmente la troupe danzava sul palcoscenico, cantando e scambiando battute ironiche. La seconda parte consisteva di una varietà maggiore di sketch, fra cui lo stump speech, un monologo pieno di nonsense e giochi di parole che talvolta ironizzavano sulla politica, la scienza o la società. L'atto finale consisteva solitamente in un musical ambientato in una piantagione o nella parodia di una commedia popolare. Fra i personaggi tipici dei minstrel show per primi introdotti vi erano lo schiavo e il dandy. In seguito comparvero altre presenze fisse come la "matrona nera" (mammy), il "vecchio zio" (old darky), la provocante ragazza mulatta e il soldato nero. Gli attori e i produttori dei minstrel show dichiaravano spesso che le loro canzoni e le loro danze erano "autenticamente negre", sebbene l'influenza esercitata dalla cultura afroamericana in questo genere di teatro sia stata messa in discussione. I canti spiritual (noti come jubilees) entrarono nel repertorio del genere a partire dagli anni settanta dell'Ottocento, diventando così la prima vera musica tradizionale nera ad essere usata in un minstrel show.